# Phạm Đình Trạc
Phạm Đình Trạc (?-1833), tự Bạt Khanh; là quan triều Nguyễn trong lịch sử Việt Nam.

## Tiểu sử
Phạm Đình Trạc là người ở huyện Đường Hào, tỉnh Hải Dương; nay là thị xã Mỹ Hào, tỉnh Hưng Yên. Cha ông là Phạm Công Trứ, làm quan Thái tể ở cuối đời Hậu Lê.
Năm Tân Tỵ (1821), Phạm Đình Trạc thi đỗ cử nhân, được bổ làm quan, lần lượt trải đến chức Án sát Cao Bằng.
Năm Quý Tỵ (1833), Lê Văn Khôi làm cuộc binh biến ở thành Phiên An (Gia Định). Ngay sau đó, triều đình Huế ra lệnh cho các quan lại ở Cao Bằng truy nã vợ con và họ hàng Lê Văn Khôi. 
Lập tức, Phạm Đình Trạc đã sai quân lùng được em của Lê Văn Khôi là Lê Văn Lư, hai người con của Lê Văn Khôi là Lê Văn Báo và Lê Văn Hổ, cùng 14 người họ . Đồng thời, ông lại sai đào mã ông nội Lê Văn Khôi là Bế Văn Sĩ và cha đẻ Lê Văn Khôi là Bế Văn Viên, đốt hài cốt ra tro . Vì công lao "bắt người để ngừa hậu hoạn" này, Án sát Phạm Đình Trạc được triều đình khen thưởng trọng hậu .
Lúc bấy giờ anh rể Lê Văn Khôi là Nông Văn Vân đang làm Tri châu Bảo Lạc cũng bị truy nã. Trong tình thế đó, ông này liền phát động cuộc nổi dậy....Tháng 8 năm đó (1833), Nông Văn Vân khởi binh đánh phá Tuyên Quang, Cao Bằng. Phạm Đình Trạc hết sức lo chống giữ thành. Suốt 32 ngày cầm cự, không có binh cứu viện, lương thực cũng sắp hết tình thế khó chống nổi với quân nổi dậy, ông căn dặn các thuộc hạ cố "giữ thành, không nên để sa vào tay quân địch!" rồi tự tử chết. Bố chính Bùi Đức và Lãnh binh Phạm Văn Lợi (có sách chép Phạm Văn Lưu) cũng tự tử chết theo ông.
Thương tiếc, triều đình nhà Nguyễn cho lập miếu thờ ở Cao Bằng và Lạng Sơn gọi là "Miếu tam trung". 
Bạn thân của Phạm Đình Trạc là Hà Tông Quyền có mấy bài thơ chữ Hán cảm niệm, trích ra đây mấy câu (dịch):
Lẫm liệt chết như sống,
Hùng thay! Phạm Bạt Khanh,
Thư sinh chưa giở ngón,
Thiên tử chửa nghe danh.
Muốn đánh, giữ! không có chỗ!
Liều còn mất với thành.
Thương ôi! tin đến muộn,
Chuyện vỡ mới phân minh.
Đã hết sức không nổi
Thời liều một thác thôi!
Ba trung, thành nhớ mặt,
Một chết: tiếng thơm đời...

## Sách tham khảo
- Quốc sử quán triều Nguyễn, Quốc triều sử toát yếu (phần Chính biên). Nhà xuất bản Văn học, 2002.
- Nguyễn Phan Quang, Lịch sử Việt Nam (1427-1858), quyển 2, tập 2. Nhà xuất bản Giáo dục, 1977.
- Nguyễn Q. Thắng-Nguyễn Bá Thế, Từ điển nhân vật lịch sử Việt Nam, mục từ "Phạm Đình Trạc". Nhà xuất bản Khoa học xã hội, 1992.